# Poplar River First Nation
Die Poplar River First Nation oder Azaadiwi-ziibi Nitam-Anishinaabe ist eine der kanadischen First Nations in der Provinz Manitoba. Sie gehört zu den Anishinabe und lebt an der Mündung des Poplar River in den Winnipegsee. In der lokalen Sprache heißt der Fluss "Asatiwisipe". Im traditionellen Territorium der Poplar River sind daneben der North Poplar River ("Opakwepananuswisipe"), der Mukutawa River ("Mukatewisipe") und der Nanowin River ("Maominwisipe") die Hauptwasserwege. Es ist Teil der Lac Seul Upland Ecoregion, die sich an der Ostseite des Winnipegsees erstreckt, und soll ab 2012 Welterbe werden.
Die Zahl der Angehörigen der First Nation wird vom Stamm selbst mit 1200 angegeben, davon leben 929 im 1.537,8 ha großen Reservat, 223 außerhalb. Es ist im Sommer per Boot über den Winnipegsee zu erreichen, von Januar bis März über eine Winterstraße, ansonsten per Flugzeug.
Der Manitoba Parks Act unterscheidet bei den schutzwürdigen Gebieten zwischen wilderness, heritage und backcountry. 1998 nominierte der Stamm ein Gebiet von 8000 km² als wilderness park reserve. Ab 2000 wurden die Schutzbestimmungen verstärkt, seit 2005 existiert ein Schutzplan.

## Geschichte
Nur wenige archäologische Untersuchungen wurden ab 1999 unternommen. Sie zeigten, dass mindestens seit 500 v. Chr. im Gebiet des heutigen Stammes Menschen lebten, die die Poplar River als ihre Vorfahren betrachten. Es waren wohl Algonkingruppen, seien es Cree oder Anishinabe. Darauf weisen die erheblichen Ähnlichkeiten in der Lebensweise hin. Tonwaren wurden ebenfalls entdeckt (Laurel, Blackduck, ein Stil, der den Anishinabe, hier den Seaulteaux zugeordnet wird, Selkirk, das eher den Cree zugeordnet wird), dazu die steinernen Bestandteile von Werkzeugen. An den Flüssen sind zahlreiche als Pictographs bezeichnete Felsmalereien bekannt. Die meisten Lager befanden sich an Fischfangplätzen an Flüssen und Seen, wie etwa die bedeutendste Fundstätte am Weaver Lake, wo sich in Kampagnen der Jahre 2000, 2002 und 2004 auch Beerdigungsstätten fanden, am Wrong Lake und an der Mündung des Big Black River (Mukutawa). Dort wurden ab Mitte 2000 Untersuchungen angestellt. Der Weaver Lake war die wichtigste Lagerstätte des Stammes, sie umfasst Funde aus zweieinhalb Jahrtausenden. 
Fallenstellerei war früh etabliert, ab 1680 entwickelte sich der Pelzhandel mit Europäern. Doch entstand erst 1806 ein erster Handelsposten. Die Konkurrenz zwischen Hudson’s Bay und North West Company führte dazu, dass mindestens zwölf Handelsposten im Gebiet von Berens und Poplar River entstanden. Schon 1806 hatte William Thomas für die Hudson’s Bay Company einen Handelsposten errichtet, im selben Jahr baute auch die North West Company einen Posten. Sie lagen sehr nah beieinander.
1875 wurde dem Stamm im Rahmen der Numbered Treaties ihr heutiges Reservat zugewiesen. Dies geschah in Vertrag Nr. 5 vom 20. September 1875.